# Хичкок (Јужна Дакота)
Хичкок (енгл. Hitchcock) град је у америчкој савезној држави Јужна Дакота.

## Демографија
По попису из 2010. године број становника је 91, што је 17 (-15,7%) становника мање него 2000. године.
| Група             | 2000.       | 2010.      |
| Белци             | 107 (99,1%) | 84 (92,3%) |
| Афроамериканци    | 0 (0,0%)    | 1 (1,1%)   |
| Азијати           | 0 (0,0%)    | 1 (1,1%)   |
| Хиспаноамериканци | 0 (0,0%)    | 1 (1,1%)   |
| Укупно            | 108         | 91         |